# Baia di San Diego
La baia di San Diego è un porto naturale adiacente San Diego, lungo 19 km e larga 1,6/4,8 km. La baia è circondata dalle città di: San Diego, National City, Chula Vista, Imperial Beach e Coronado.